# Giải Clay
Giải Nghiên cứu Clay (tiếng Anh: Clay Research Award) là một giải thưởng do Viện Toán học Clay (Clay Mathematics Institute) - một tổ chức tư nhân, bất vụ lợi, ở Cambridge, Massachusetts - trao hàng năm cho các nhà toán học có những nghiên cứu, đóng góp xuất sắc cho ngành toán học. Giải này được lập từ năm 1999.

## Các nhà toán học đoạt giải
- 2014
  - Maryam Mirzakhani
  - Peter Scholze
- 2013 
  - Rahul Pandharipande
- 2012 
  - Jeremy Kahn
  - Vladimir Markovic
- 2011 
  - Yves Benoist
  - Jean-François Quint
  - Jonathan Pila
- 2010 
  - Không trao giải
- 2009
  - Jean-Loup Waldspurger
  - Ian Agol, Danny Calegari và David Gabai
- 2008
  - Clifford Taubes
  - Claire Voisin
- 2007
  - Alex Eskin
  - Christopher Hacon và James McKernan
  - Michael Harris và Richard Taylor
- 2005
  - Manjul Bhargava
  - Nils Dencker
- 2004
  - Ben Green
  - Gérard Laumon và Ngô Bảo Châu
- 2003
  - Richard Hamilton
  - Terence Tao
- 2002
  - Oded Schramm
  - Manindra Agrawal
- 2001
  - Edward Witten
  - Stanislav Smirnov
- 2000
  - Alain Connes
  - Laurent Lafforgue
- 1999 
  - Andrew Wiles